# Marie-Thérèse Chailley
Marie-Thérèse Chailley (* 2. Mai 1921 in Paris; † 7. Dezember 2001 ebenda) war eine  französische Bratschistin und Musikpädagogin.
Chailley entstammte einer Musikerfamilie. Ihr Vater war der Geiger Marcel Chailley, ihre Mutter die Pianistin Céliny Chailley-Richez. Ihr Bruder Jacques Chailley wurde als Musikhistoriker und -wissenschaftler bekannt, ihre Cousine Jeanne Chailley-Bert als Cembalistin. Im Alter von vierzehn Jahren begann sie am Pariser Konservatorium Bratsche bei Maurice Vieux zu studieren und erhielt bereits im ersten Jahre einen Ersten Preis. Nachdem sie 1948 den Ersten Preis beim Internationalen Wettbewerb von Genf gewonnen hatte, begann sie eine Laufbahn als Solistin.
Sie trat mit namhaften Orchestern (Concerts Lamoureux, Concerts Colonne, Orchestre Pasdeloup u. a.) auf und spielte u. a. Aufnahmen der Sonaten für Bratsche und Klavier von Jacques Chailley und Jacques Castérède, des C-Dur-Konzerts für Bratsche, Orgel und Orchester von Michael Haydn, (mit Marie-Claire Alain und dem Orchestre de chambre Jean-François Paillard) und des Konzerts für Bratsche und Orchester von Jean-Baptiste Bréval ein. Bei einem ihrer letzten Konzerte, dem 885. Konzert der Société Nationale de Musique 1993 spielte sie mit Gaby Casadesus am Klavier Robert Casadesus’ Sonate für Bratsche und Klavier.
Als Lehrerin unterrichtete Chailley viele Jahre am Conservatoire de Boulogne und verfasste mehrere musikpädagogische Schriften: Quarante exercices rationnels pour l’alto (1966), Exercices divertissants et pièces brèves pour alto, degré élémentaire (1974), Vingt études progressives en doubles cordes pour alto, avec des conseils pour les travailler (1980), und Techniques de l’alto, les exercices au service de l’expression musicale (zwei Bände, 1991).